# Lysá hora (Karkonosze)
Lysá hora (niem. Kahleberg, 1344 m n.p.m.) – góra w zachodnich Karkonoszach, w Czeskim Grzbiecie, pomiędzy wzniesieniami Plešivec na zachodzie i Kotel na wschodzie.
Szczyt porośnięty kosodrzewiną z niewielkimi łąkami. Niższe partie zboczy porastają lasy świerkowe.
Przez szczyt nie przechodzi żaden szlak turystyczny. Na stokach znajduje się schronisko Dvoračky (1140 m n.p.m.). U stóp góry leży ośrodek narciarski w miejscowości Rokytnice nad Jizerou: 1 wyciąg krzesełkowy (na szczyt góry), 29 wyciągów orczykowych, 22 trasy narciarskie o łącznej długości 16,3 km.